# Бесли, Тимоти Джон
Тимоти Джон Бесли (англ. Timothy John Besley; род. 14 сентября 1960 года, Кестивен, Линкольншир, Англия) — английский экономист, профессор экономики и политических наук именной кафедры Артура Льюиса Лондонской школы экономики и политических наук, президент Эконометрического общества в 2018 году.

## Биография
Тимоти родился 14 сентября 1960 года в Кестивен, Линкольншире, Англия. В 1972—1979 годах проходил обучение в Классической средней школе в Эйлсбери, Эйлсбери, Бакингемшир.
В 1983 году получил степень бакалавра, в 1987 году степень магистра по философии, политике и экономике (PPE) первым в классе в Кэбл-колледже Оксфордского университета. В 1985 году был удостоен магистерской степени по философии (M.Phil), а в 1987 году докторской степени (Ph.D.) по экономике Оксфордского университета.
Свою преподавательскую деятельность начал в должности ассистента профессора кафедры экономики и международных отношений в Школе общественных и международных отношений имени Вудро Вильсона при Принстонском университете в 1989—1995 годах. Затем получил должность профессора по экономике в 1995—1997 годах, профессора по экономики и политических наук в 1997—2007 годах, Кувейт профессора экономики и политических наук в 2007—2011 годах в Лондонской школе экономики и политических наук.
В 2006—2009 член Комитета по денежной политике Банка Англии.
Тимоти Бесли является Скул профессором экономики и политических наук с 2011 года, профессором экономики и политических наук именной кафедры Артура Льюиса с 2015 года в Лондонской школе экономики и политических наук, а также выбранным членом с 2000 года и президентом в 2018 году Эконометрического общества, членом Британской академии с 2001 года, членом с 2005 года и президентом в 2010 году Европейской экономической ассоциацией, почётным доктором Цюрихского университета с 2005 года, иностранным почётным членом Американской экономической ассоциации с 2007 года, иностранным почётным членом Американской академии искусств и наук с 2011 года, почётным членом Кэбл-колледж (Оксфорд) с 2013 года, членом и президентом в 2014—2017 годах Международной экономической ассоциации.
Семья
Женат с 1993 года на Джиллиан Полл, имеет двух сыновей: Томас (1995 года рождения) и Оливер (1997 года рождения).

## Награды и гранты
За свои достижения был неоднократно отмечен:
- 1982, 1983, 1985 — приз Джорджа Уэбба в Оксфордском университете как лучшему студенту по сданным экзаменам;
- 1984 — стипендия от Колледжа Всех Душ при Оксфордском университете на 1984—1991 года как лучшему студенту;
- 1994—1995 — стипендия Слоуна от Фонда Альфреда Слоуна;
- 1993—1996 — стипендия Кирила Блэка от Школы общественных и международных отношений имени Вудро Вильсона;
- 2000 — премии Ричарда Масгрейва (первый лауреат) за работу совместную с Харви Розен «Налоги и цены: эмпирический анализ»;
- 2003 — премия Дункана Блэка за работу «Критика общественного выбора экономики благосостояния» (совместно со Стивеном Коутом);
- 2005 — премия Юрьё Яхнссона от фонда Юрьё Яхнссона[англ.];
- 2010 — премия Джона вон Неймана[англ.];
- 2010 — Орден Британской империи (командор).
- BBVA Foundation Frontiers of Knowledge Award (2022)